# Jayac
Jayac is een gemeente in het Franse departement Dordogne (regio Nouvelle-Aquitaine) en telt 187 inwoners (2006). De plaats maakt deel uit van het arrondissement Sarlat-la-Canéda.

## Geografie
De oppervlakte van Jayac bedraagt 17,6 km², de bevolkingsdichtheid is 10,2 inwoners per km².
De onderstaande kaart toont de ligging van Jayac met de belangrijkste infrastructuur en aangrenzende gemeenten.

## Demografie
Onderstaande figuur toont het verloop van het inwonertal (bron: INSEE-tellingen).